# 穆明忠·阿卜杜拉耶夫
穆明忠·阿卜杜拉耶夫（1989年12月24日—），乌兹别克斯坦男子摔跤运动员，2017年伊斯兰团结运动会男子古典式130公斤级银牌得主、2018年亚洲运动会男子古典式130公斤级金牌得主。